# Umor Brooke Wilberger
Brooke Carol Wilberger, ameriška študentka iz zvezne države Oregon, *20. februar 1985, † 25. maj 2004

## Zgodnje življenje
Brooke Wilberger se je rodila dne 20. februarja 1985 v Fresnu v Kaliforniji. Imela je tri sestre in dva brata. Brooke je diplomirala na srednji šoli Elmira blizu Eugena v Oregonu. Ravno v času ugrabitve je zaključila prvi letnik na univerzi v Utahu. Med tem pa je njen fant Justin Blake služil kot mormonski misijonar v Venezueli.

## Izginotja
V času njenega izginotja je bila Wilbergerjeva na poletnih počitnicah pri eni od svojih sester v Corvallisu v Oregonu. Zjutraj 24. maja 2004 je bila Wilbergerjeva nazadnje videna med čiščenjem ulične svetilke na parkirišču apartmajev Oak Park, ki sta jih upravljala njena sestra in svak.

## Preiskava
Ko je Wilberger izginila, je policija takoj začela s preiskavo, kar je bilo v nasprotju s takratnim običajnim postopkom.
Preiskava se je sprva osredotočila na Sung Koo Kima, vendar Kim kasneje ni bil več na seznamu osumljencev je pa vseeno prejel 11-letno zaporno kazen zaradi več obtožb vlomov in tatvin osebnega premoženja žensk v okrožju Yamhill, ki so jih odkrili, ko so ga preiskovali zaradi izginotja Brooke. Izpuščen je bil decembra 2012, potem ko je prestal približno sedem let zaporne kazni.

### Joel Patrick Courtney
30. novembra 2004 je bila študentka na izmenjavi Univerze v Novi Mehiki pretepena in posiljena. Preden je pobegnila, je svojega napadalca videla in ga identificirala kot Joela Patricka Courtneyja. Dne 12. septembra 2007 je Courtney priznal krivdo za napad.
Policija je Joela na koncu povezala z Wilbergerjevim izginotjem. Avgusta 2005 je bil obtožen v 19 točkah hudega umora, ugrabitve, spolne zlorabe, posilstva in sodomije. Sodni dokumenti, ki so bili objavljeni leta 2008, so razkrili podrobnosti, ki kažejo, da je bil Courtney v Corvallisu, ko je Wilberger izginil, in da je njegov zelen kombi. Uradniki so kasneje povedali, da so Brookine lase in DNK našli v kombiju. 
Courtney je bil 8. aprila 2008 izročen okrožju Benton v Oregonu. Na sodišču okrožja naj bi se prvič pojavil 9. aprila, ko se je soočil s 14 točkami obtožnice, vključno z umorom, dvema ugrabitvama in obtožnico posilstva in spolne zlorabe v povezavi z Wilbergerjinim izginotjem. Tožilec je napovedal, da bo zahteval smrtno kazen. FBI je Courtneyja na kratko obravnaval kot osumljenca dveh do treh izginotij, ki so jih preiskovali, a so ga takrat izločil kot osumljenca.
S sodno izjavo in Courtneyevim priznanjem je bilo razkrito, da je 24. maja 2004 zjutraj ugrabil Brooke s parkirišča apartmajev Oak Park. Nato jo je odpeljal v gozd izven mesta. Vrnil se je v mesto, da bi kupil hrano, medtem pa je bila Wilberger še zvezana v njegovem kombiju. Po besedah Courtneya jo je ohranil pri življenju vso noč, preden jo je naslednje jutro posilil. Nato jo je pretepel do smrti, ko se je poskušala ubraniti posilstva.

## Obsodba
Courtneyevi odvetniki so si prizadevali za sojenje. Sojenje je bilo razpisano na 1. februar 2010. Pričakovali so, da bo obtožen v zvezi z nepovezano ugrabitvijo, poskusom spolnega napada in poskusom umora dveh študentov univerze Oregon State, ki naj bi potekal istega dne, ko je Wilberger izginila. 
21. septembra 2009 je Courtney priznala krivdo umora. Bil je obstojen na dosmrtno ječo brez možnosti pogojnega izpusta. Courtney je za informacije o lokaciji trupla bil obsojen na dosmrtno ječo in ne na smrtno kazen. Poleg tega je zahteval tudi zaprtje v njegovi domači državi Novi Mehiki, namesto v Oregonu, kjer je bil zločin storjen.